# Liste des percussions en musique classique
Cet article recense les instruments à percussion habituellement utilisés en musique classique, notamment au sein de l'orchestre symphonique. On peut les retrouver dans d'autres styles de musique (jazz, musiques populaires).

## Instruments producteurs de sons à hauteur déterminé
- Célesta
- Cloches tubulaires
- Glockenspiel
- Gong
- Marimba
- Timbales
- Triangle
- Xylophone

## Instruments producteurs de sons à hauteur indéterminée
- Caisse claire
- Castagnettes
- Cloches
- Cymbales antiques
- Cymbales frappées
- Cymbales suspendues
- Fouet
- Grosse caisse
- Héliophone (servant à reproduire le bruit du vent dans certains opéras)
- Tambour
- Tambour de basque ou Tambourin
- Tam-tam